# کلونتارف، کوئینزلند
کلونتارف (به انگلیسی: Clontarf) یک حومه شهر در استرالیا است که در کوئینزلند واقع شده‌است.